# Wohn- und Wirtschaftsgebäude Dorfstraße 10
Das Wohn- und Wirtschaftsgebäude Dorfstraße 10 in Prinzhöfte, Ortsteil Horstedt, Samtgemeinde Harpstedt, stammt von um 1900. Es wird heute (2022) als Wohnhaus genutzt.
Das Gebäude steht unter Denkmalschutz. (Siehe auch Liste der Baudenkmale in Prinzhöfte).

## Geschichte
Das eingeschossige verputzte traufständige Wohn- und Wirtschaftsgebäude mit Satteldach wurde als Heuerhaus um 1900 gebaut. Die Fassade wird gegliedert durch segmentbogige Fenster- und Bogenrahmungen, Kantenlisenen, geschossteilende Gesimse mit Konsolfriesen sowie Trauf- und Ortgesimse. Erhalten ist die Grundrissaufteilung, Eingangs- und Zimmertüren sowie Reste des Fliesenfußbodens.
Die Landesdenkmalpflege befand: „...geschichtliche Bedeutung ... als beispielhaftes ... Heuerhaus...“.
Als Heuerhäuser wurden die zu einem Bauernhof gehörenden Wohngebäude für Mitarbeiter bezeichnet. Heuerleuten, oft später geborene Söhne des Bauern, gehörte auch ein Stück Land, das von ihnen zum Eigennutz bearbeitet wurde.